# Филиппинско-Вьетнамская епархия
Филиппи́нско-Вьетна́мская епа́рхия — епархия Русской православной церкви, расположенная на территории Республики Филиппины и Социалистической Республики Вьетнам. Входит в состав Патриаршего экзархата Юго-Восточной Азии.

## История
С 2014 года начала развиваться миссия Русской православной церкви на Филиппинах, где началось массовое обращение бывших аглипаянцев в православие; в 2018 году на Филиппинах насчитывалось 16 приходов Московского патриархата, главным образом на острове Минданао. Во Вьетнаме были открыты две русские православные общины: в городах Вунгтау (2002) и Ханое (2016).
26 февраля 2019 года Священный синод образовал Филиппинско-Вьетнамскую епархию на территории Филиппин и Вьетнама с титулом епархиального архиерея «Манильский и Ханойский».
В 2019 году был образован приход Покрова Пресвятой Богородицы в Хошимине, ставший третьим приходом Московского патриархата во Вьетнаме.
20 сентября 2019 года приход святителя Иоанна Шанхайского в Санта-Марии, который был частью миссии РПЦЗ на Филиппинах, перешёл в Филиппинско-Вьетнамскую епархию.
22 февраля 2020 года митрополит Манильский и Ханойский Павел совершил чин великого освящения храма преподобного Серафима Саровского в городе Макаланготе на острове Минданао, который стал первым полноценным храмом епархии. В тот же день там же состоялось епархиальное собрание духовенства и мирян Филиппинско-Вьетнамской епархии, которая к тому времени насчитывала 33 прихода (30 на Филиппинах и 3 во Вьетнаме) и 11 молитвенных помещений. В составе епархии было образовано пять благочиний — Манильское, Даваовское, Генерал-Сантовское, Вьетнамское и Давао-дель-Сурское.
В декабре 2020 года архимандрит Филимон (Кастро) перешёл из Константинопольского патриархата в юрисдикцию Русской православной церкви.
В феврале 2022 году учреждена медаль Филиппинско-Вьетнамской епархии «За заслуги».
12 февраля 2023 года было решено выделить из Даваовского благочиния Норт-Котобатовское благочиние, а также включить в Даваовское благочиние Давао дель Сурское благочиние. Были также приняты решения о создании епархиального отдела по тюремному служению и молодёжного отдела.

## Приходы
Список всех приходов на гугл-картах (на март 2024)
Благочиние Давао
- Храм в честь Рождества Пресвятой Богородицы, Аракан
- Храм в честь святых апостолов Петра и Павла, Саласанг
- Община в четсь святого апостола Луки, Санто Ниньо
- Община в четсь мученика Исидора Хиосского, Меокан
- Храм в честь святой праведной Анны, Малибатуан
- Храм в честь святой равноапостольной Елены, Литл Багио
- Храм в честь святого архангела Михаила, Махонгког
- Храм в честь преподобного Серафима Саровского, Макалангот

Благочиние Генерал Сантос
- Храм в честь Воскресения Христова, Генерал Сантос
- Храм в честь блаженного Исидора Ростовского, Алабель
- Храм в честь святителя Николая Мирликийского чудотворца, Каюпо
- Община в четсь святителя Иоанна Шанхайского, Киамба
- Община в четсь Страстной иконы Пресвятой Богородицы, Маитум
- Община в Тампакане
- Храм в честь святителя Игнатия Богоносца, Ламбайонг
- Храм в честь пророка Илии, Магуло
- Храм в честь Покрова Пресвятой Богородицы, Поломолок
- Храм в честь Воскресения Христова, Лейк Себу

Благочиние Давао
- Храм в честь блаженной Матроны Московской, Давао
- Храм в честь святителя Иоанна Шанхайского, Санта Мария
- Храм Рождества Богородицы
- Храм в честь Богоявления Господня, Талас
- Община арх. Михаила в Киблаване
- Община св. Викентия в Д. П. Лауриеле
- Храм в честь Успения Пресвятой Богородицы, Банате
- Храм в честь святого апостола Фомы, Кинабалан
- Община в честь святителя Николая Мирликийского чудотворца, Манукан

Приписные приходы
- Община в Суригао
- Община св. Николая Сербского

Прибывание Русских после революции
- Место русского лагеря на о. Тубабао
- Кладбище с русскими в г. Гуинан
- Место исторического храма в г. Манила

Манильское благочиние
- Храм в честь иконы Пресвятой Богородицы «Иверская», Манила
- Храм в честь Христа Спасителя, Тагайтай
- Община в Себу
- Боракай
- Храм в честь Воздвижения Животворящего Креста Господня, Синилуан
- Община в честь иконы Пресвятой «Скоропослушница», Панглао

Вьетнамское благочиние
- Приход Казанской иконы Божьей Матери в Вунгтау
- Приход Блаженной Ксении Петербургской в Ханое
- Приход Покрова Пресвятой Богородицы в Хошимине
- Приход Святителя Николая Чудотворца в Нячанге[12]

## Правящие архиереи
- Сергий (Чашин) (26 февраля — 7 августа 2019) в/у, митрополит Сингапурский
- Павел (Фокин) (7 августа — 30 августа 2019) в/у, митрополит Ханты-Мансийский
- Павел (Фокин) (с 30 августа 2019 года)